# Novoburejskij
Novoburejskij è una cittadina della Russia estremo-orientale, situata nella oblast' dell'Amur. Dipende amministrativamente dal rajon Burejskij, del quale è il capoluogo.
Sorge nella parte meridionale della oblast', lungo il fiume omonimo; è una fermata della ferrovia Transiberiana.